# Kinderhook (Illinois)
Kinderhook es una villa ubicada en el condado de Pike en el estado estadounidense de Illinois. En el Censo de 2010 tenía una población de 216 habitantes y una densidad poblacional de 94,66 personas por km².

## Geografía
Kinderhook se encuentra ubicada en las coordenadas 39°42′14″N 91°9′6″O / 39.70389, -91.15167. Según la Oficina del Censo de los Estados Unidos, Kinderhook tiene una superficie total de 2.28 km², de la cual 2.28 km² corresponden a tierra firme y (0%) 0 km² es agua.

## Demografía
Según el censo de 2010, había 216 personas residiendo en Kinderhook. La densidad de población era de 94,66 hab./km². De los 216 habitantes, Kinderhook estaba compuesto por el 96.76% blancos, el 0% eran afroamericanos, el 2.78% eran amerindios, el 0% eran asiáticos, el 0% eran isleños del Pacífico, el 0% eran de otras razas y el 0.46% pertenecían a dos o más razas. Del total de la población el 6.02% eran hispanos o latinos de cualquier raza.